# Damas-et-Bettegney
Damas-et-Bettegney ([daˈma e bɛtˈɲɛ] ) ist eine französische Gemeinde mit 384 Einwohnern (Stand: 1. Januar 2022) im Département Vosges in der Region Grand Est (bis 2015 Lothringen). Sie gehört zum Arrondissement Neufchâteau (bis 2024 Épinal) und ist Mitglied im Gemeindeverband Communauté de communes de Mirecourt Dompaire. Die Bewohner werden Damacènes genannt.

## Geografie
Die Gemeinde Damas-et-Bettegney liegt etwa 15 Kilometer westlich von Épinal und 15 Kilometer südöstlich der Kleinstadt Mirecourt. In Südost-Nordwest-Richtung fließt die Gitte, ein kleiner Nebenfluss des Madon, durch das Gemeindegebiet. Die Gitte nimmt hier die Bäche Ruisseau des Preys und Ruisseau le Saurupt auf.
Die Waldfläche im Gemeindegebiet beläuft sich auf etwa 200 ha, der weitaus größte Flächenanteil entfällt auf landwirtschaftliche Nutzflächen.
Nachbargemeinden von Damas-et-Bettegney sind Circourt im Norden, Bocquegney im Nordosten, Hennecourt im Osten, Gorhey im Südosten, Dommartin-aux-Bois (Berührungspunkt) und Harol im Süden, Ville-sur-Illon im Südwesten sowie Madonne-et-Lamerey im Westen.

## Geschichte
Im frühen 18. Jahrhundert gehörte Damas zur Herrschaft des Barons von Dommartin. Die Gemeinde mit heutigem Gebietsstand wurde im Jahr 1800 durch den Zusammenschluss von Damas-devant-Dompaire und Bettegney-devant-Dompaire gebildet.
Die Kirche wurde 1724 in Damas erbaut. Das Bürgermeister- und Knabenschul-Gebäude (mairie-école) stammt aus dem Jahr 1812.

### Bevölkerungsentwicklung
| Jahr      | 1962 | 1968 | 1975 | 1982 | 1990 | 1999 | 2009 | 2021 |
| Einwohner | 339  | 383  | 309  | 269  | 318  | 320  | 368  | 382  |

Im Jahr 1841 wurde mit 745 Bewohnern die bisher höchste Einwohnerzahl ermittelt. Die Zahlen basieren auf den Daten von cassini.ehess und INSEE.

## Sehenswürdigkeiten
- Kirche St. Medardus (Saint-Médard) aus dem Jahr 1724
- Kapelle Notre-Dame-du-Bon-Secours (Unserer Lieben Frau der Guten Hilfr)

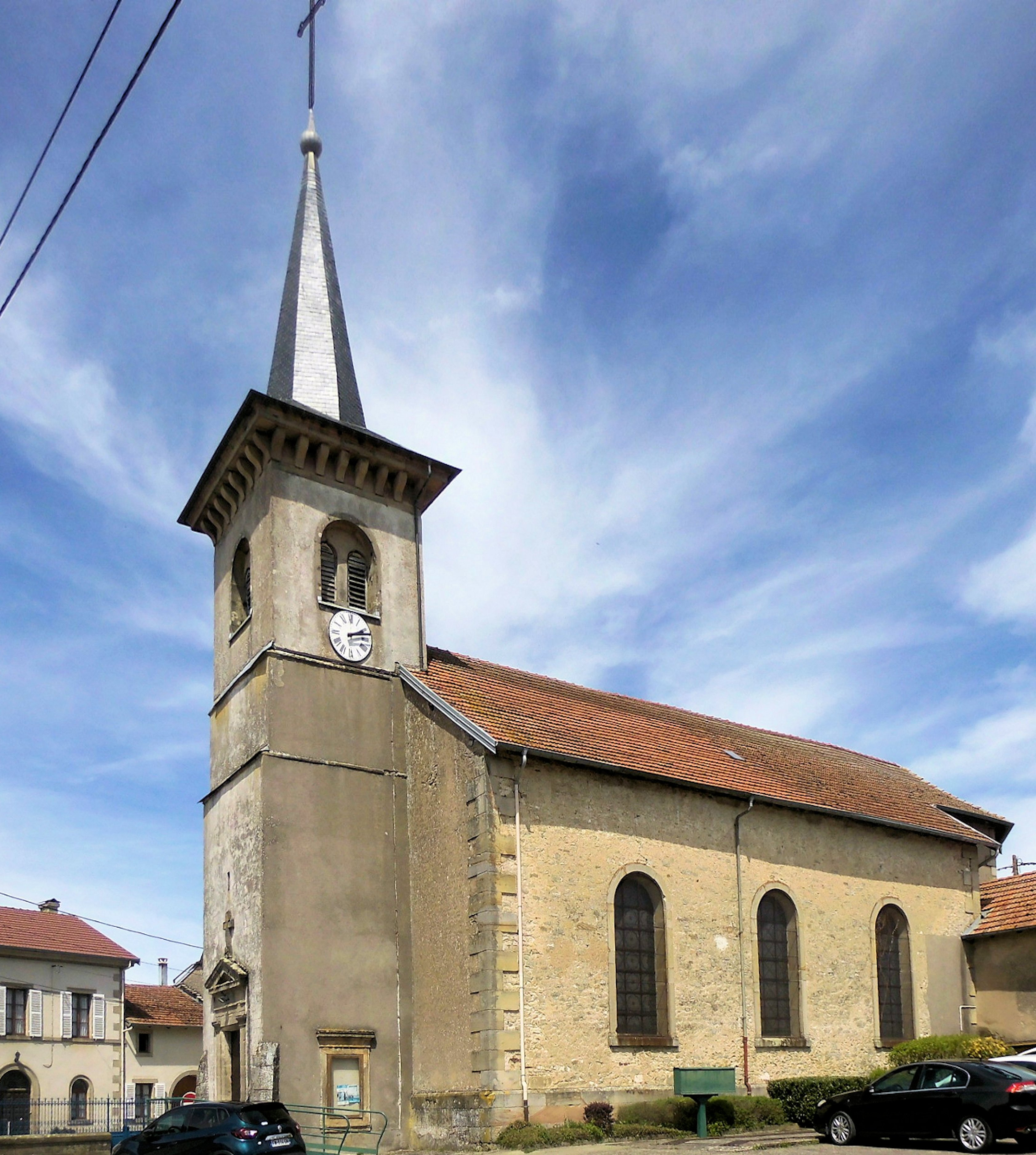
Kirche St. Medardus
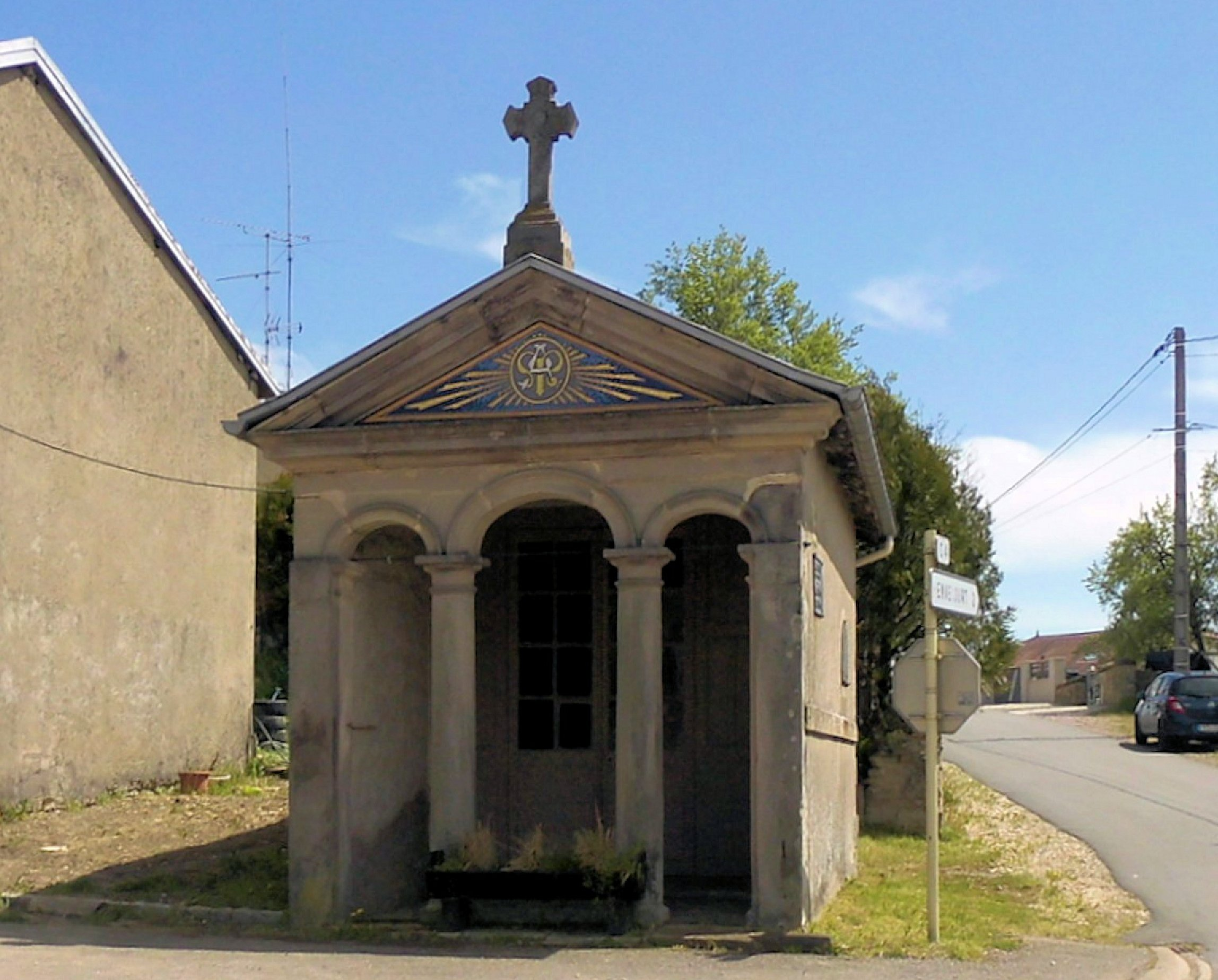
Kapelle Notre-Dame-du-Bon-Secours

## Wirtschaft und Infrastruktur
In der Gemeinde sind 16 Landwirtschaftsbetriebe ansässig (Getreide- und Obstanbau, Milchwirtschaft, Pferde- und Rinderzucht).
Zwischen dem heutigen Dorfkern und dem Ortsteil Bettegney verläuft die teilweise zweistreifig ausgebaute Fernstraße D 166 von Épinal nach Mirecourt/Neufchâteau. An der nahen Anschlussstelle Dompaire zweigt die D 28 / D 3 nach Vittel und zur Autoroute A31 ab.

## Belege
1. ↑  Damas-et-Bettegney auf vosges-archives.com (Memento vom 16. Januar 2016 im Internet Archive) (französisch; PDF; 75 kB)
2. ↑  Damas-et-Bettegney auf cassini.ehess
3. ↑  Damas-et-Bettegney auf INSEE
4. ↑  Landwirtschaftsbetriebe auf annuaire-mairie.fr (französisch)